# Solenopsis daguerrei

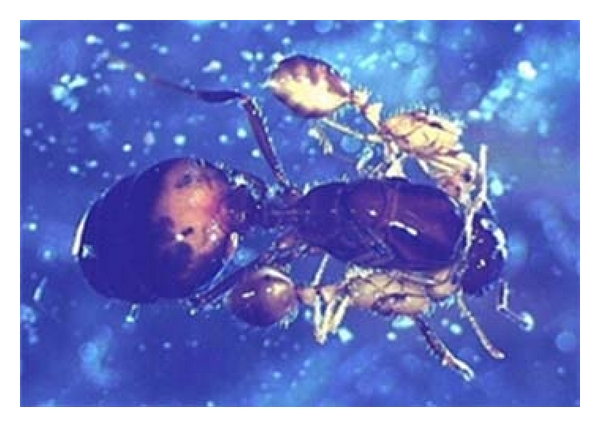
Две матки Solenopsis daguerrei атакующие матку Solenopsis richteri

Solenopsis daguerrei (лат.) — вид муравьёв рода Solenopsis. Социальные паразиты инвазивных огненных муравьёв. Южная Америка.
Внесён в Международный красный список МСОП в статусе уязвимые виды.

## Описание
Длина маток и самцов менее 5 мм (рабочие отсутствуют), основная окраска желтовато-коричневая. Скульптура хитиновой поверхности редуцирована, тело гладкое; метаплевры срастаются с проподеумом. У маток парапсидальные бороздки отсутствуют; наличник без продольных килей и апикальных зубцов; задний край головы широко выемчатый с угловатыми заднебоковыми углами. Задний край головы угловатый, сбоку лопастной. Брюшко гладкое. Усики 11-члениковые с булавой из двух сегментов. Проподеум невооружённый, без зубцов или шипиков. Между грудью и брюшком расположен тонкий стебелёк, состоящий из двух члеников (петиоль + постпетиоль). Социальные паразиты инвазивных огненных муравьёв рода Solenopsis. Молодые матки S. daguerrei проникают в их гнёзда, где в итоге местная матка или гибнет или в колонии снижается её плодовитость, а расплод паразита выкармливают рабочие вида-хозяев. Появившиеся новые самки и самцы S. daguerrei вылетают из гнезда, спариваются и цикл повторяется. Рассматриваются в качестве биологических агентов борьбы с этими инвазивными муравьями.

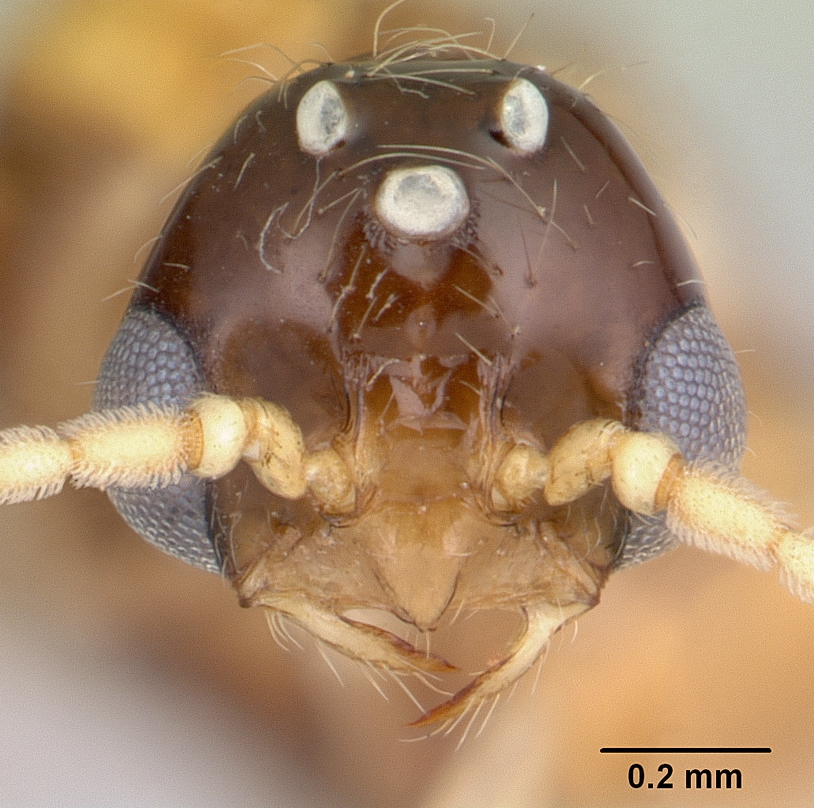
Голова самца
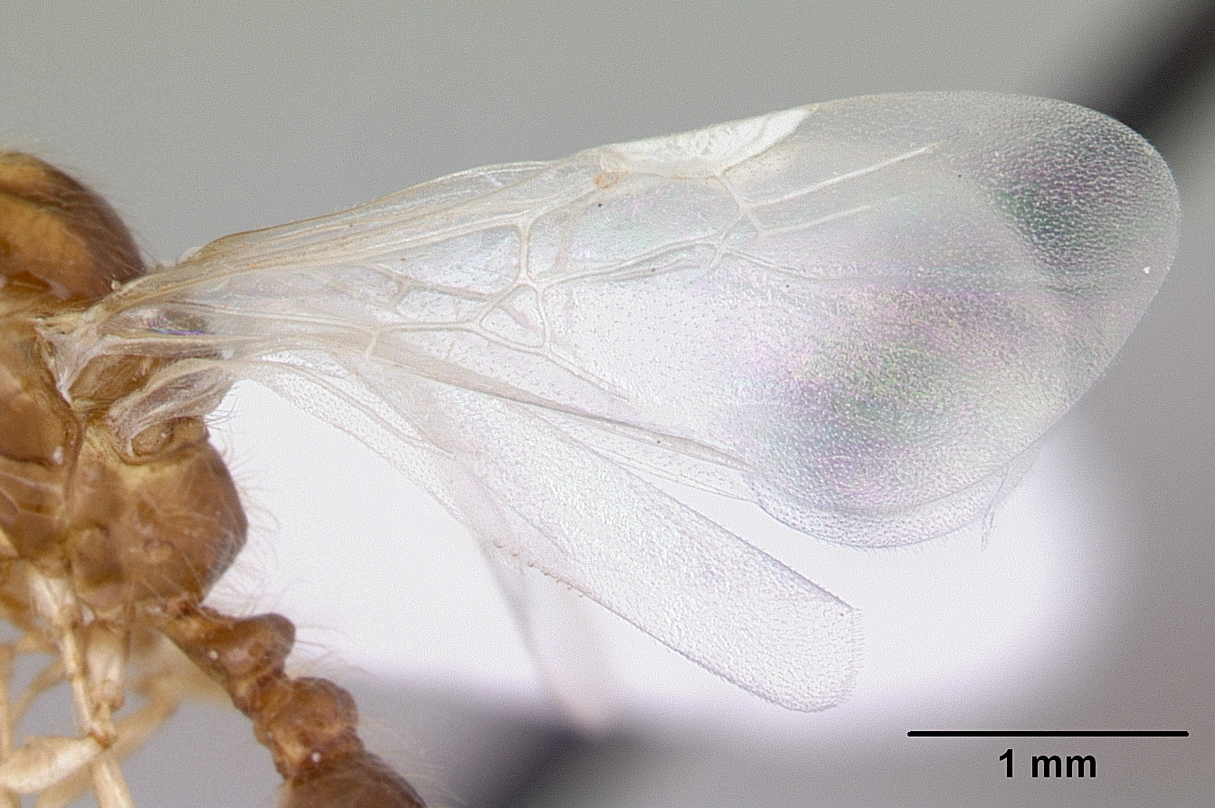
Крыло самца
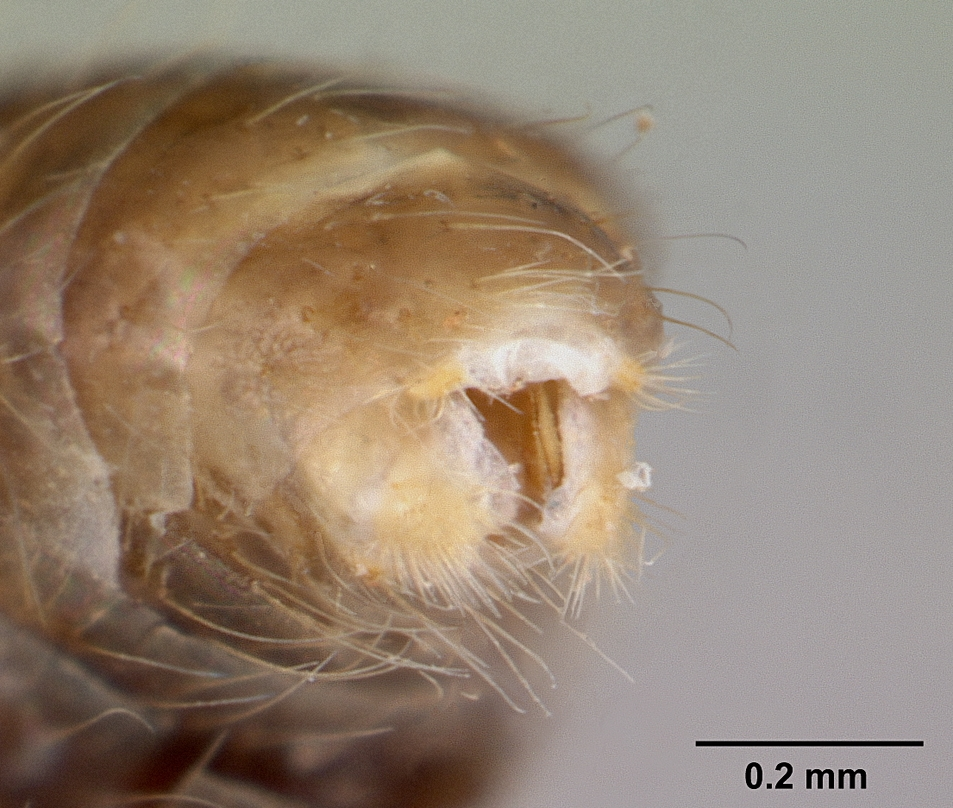
Гениталии самца

## Охранный статус
Внесён в Международный красный список МСОП в статусе уязвимые виды.

## Распространение
Нативный ареал приходится на Южную Америку (Аргентина, Бразилия, Парагвай, Уругвай).

## Систематика и этимология
Впервые таксон был описан в 1930 году под названием Labauchena daguerrei Santschi, 1930 по самцам и самкам из Аргентины. Вид назван S. daguerrei в честь Mr. Juan B. Daguerre, собравшего типовую серию в колонии огненных муравьёв Solenopsis richteri, гнездящихся под высохшим коровьим навозом. В 1966 году включен в состав рода Solenopsis.
Сходен с представителями из видовой группы Solenopsis saevissima species-group (красный огненный муравей, S. pusillignis, S. saevissima, S. macdonaghi, Solenopsis geminata, Solenopsis xyloni и другие виды).